# Сен-Морис (Нижний Рейн)
Сен-Морис (фр. Saint-Maurice) — коммуна на северо-востоке Франции в регионе Гранд-Эст (бывший Эльзас — Шампань — Арденны — Лотарингия), департамент Нижний Рейн, округ Селеста-Эрстен, кантон Мюциг. До марта 2015 года коммуна административно входила в состав упразднённого кантона Вилле (округ Селеста-Эрстен).
Площадь коммуны — 1,4 км², население — 370 человек (2006) с тенденцией к росту: 397 человек (2013), плотность населения — 283,6 чел/км².

## Население
Население коммуны в 2011 году составляло 376 человек, в 2012 году — 387 человек, а в 2013-м — 397 человек.
| 1962 | 1968 | 1975 | 1982 | 1990 | 1999 | 2006 | 2008 | 2011 | 2012 | 2013 |
| ---- | ---- | ---- | ---- | ---- | ---- | ---- | ---- | ---- | ---- | ---- |
| 242  | 277  | 293  | 290  | 309  | 332  | 370  | 381  | 376  | 387  | 397  |

Динамика населения:

## Экономика
В 2010 году из 226 человек трудоспособного возраста (от 15 до 64 лет) 184 были экономически активными, 42 — неактивными (показатель активности 81,4 %, в 1999 году — 74,4 %). Из 184 активных трудоспособных жителей работали 175 человек (100 мужчин и 75 женщин), 9 числились безработными (5 мужчин и 4 женщины). Среди 42 трудоспособных неактивных граждан 16 были учениками либо студентами, 13 — пенсионерами, а ещё 13 — были неактивны в силу других причин.

## Достопримечательности (фотогалерея)

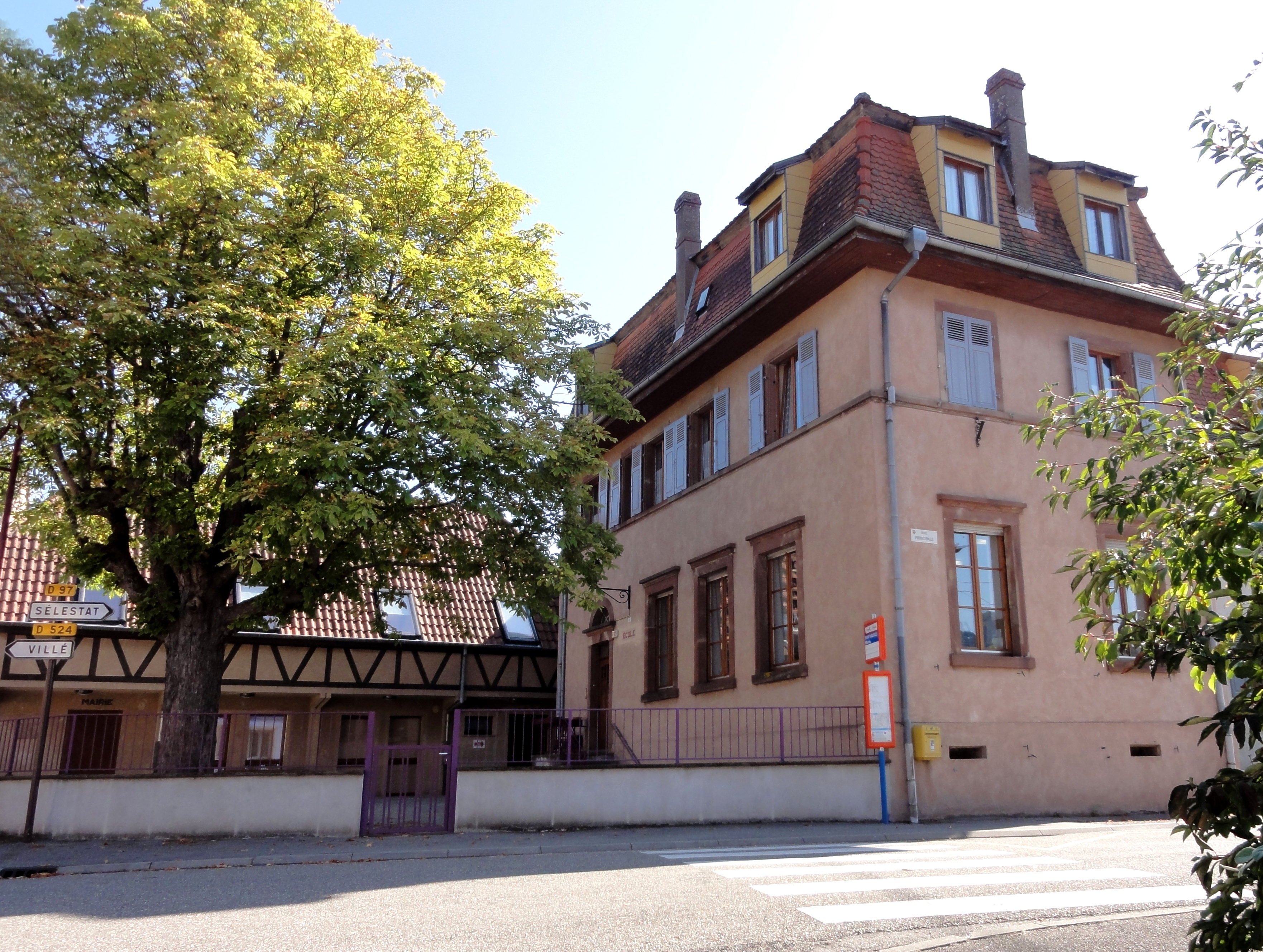
Здание мэрии-школы
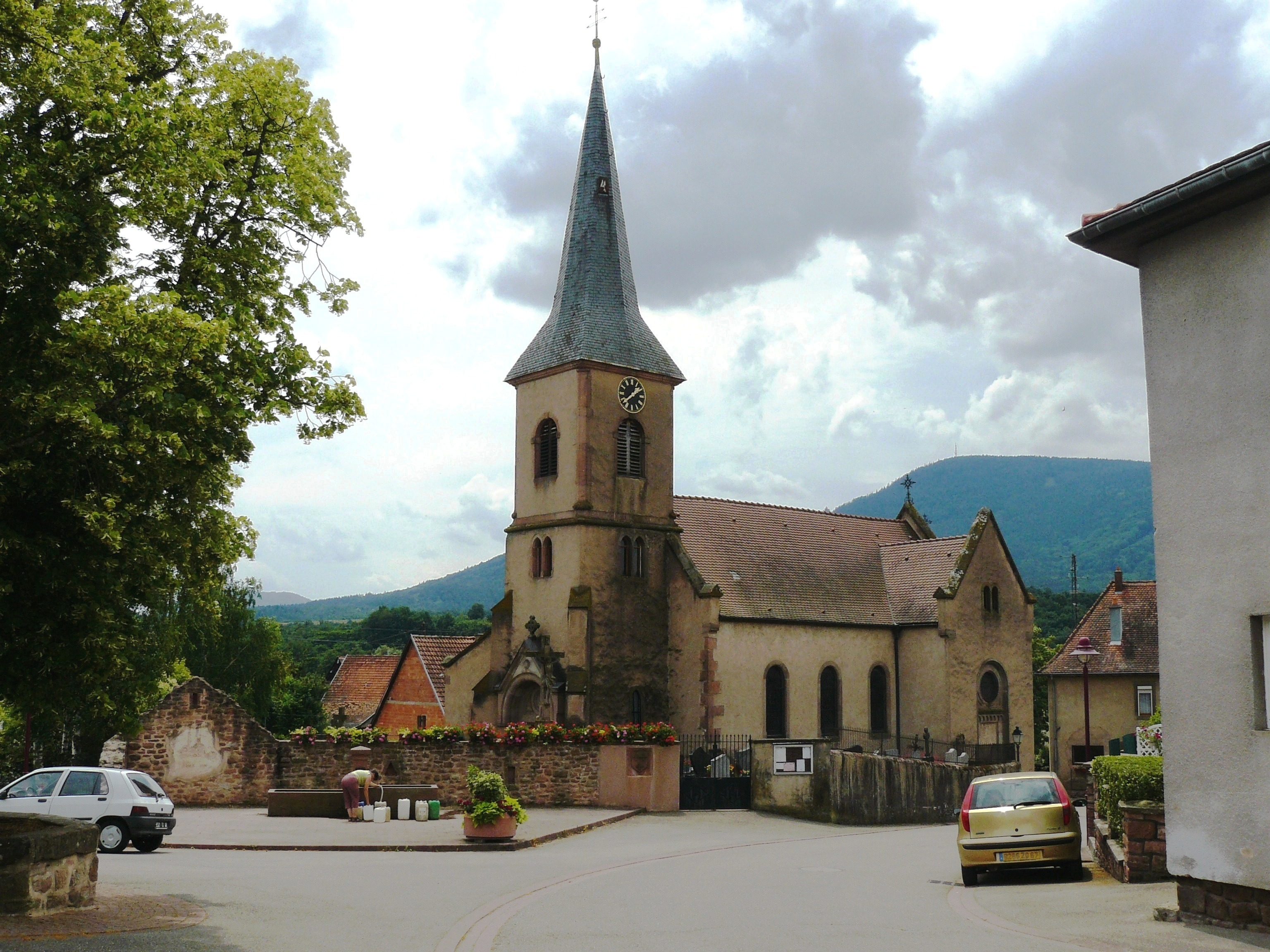
Церковь Сен-Морис
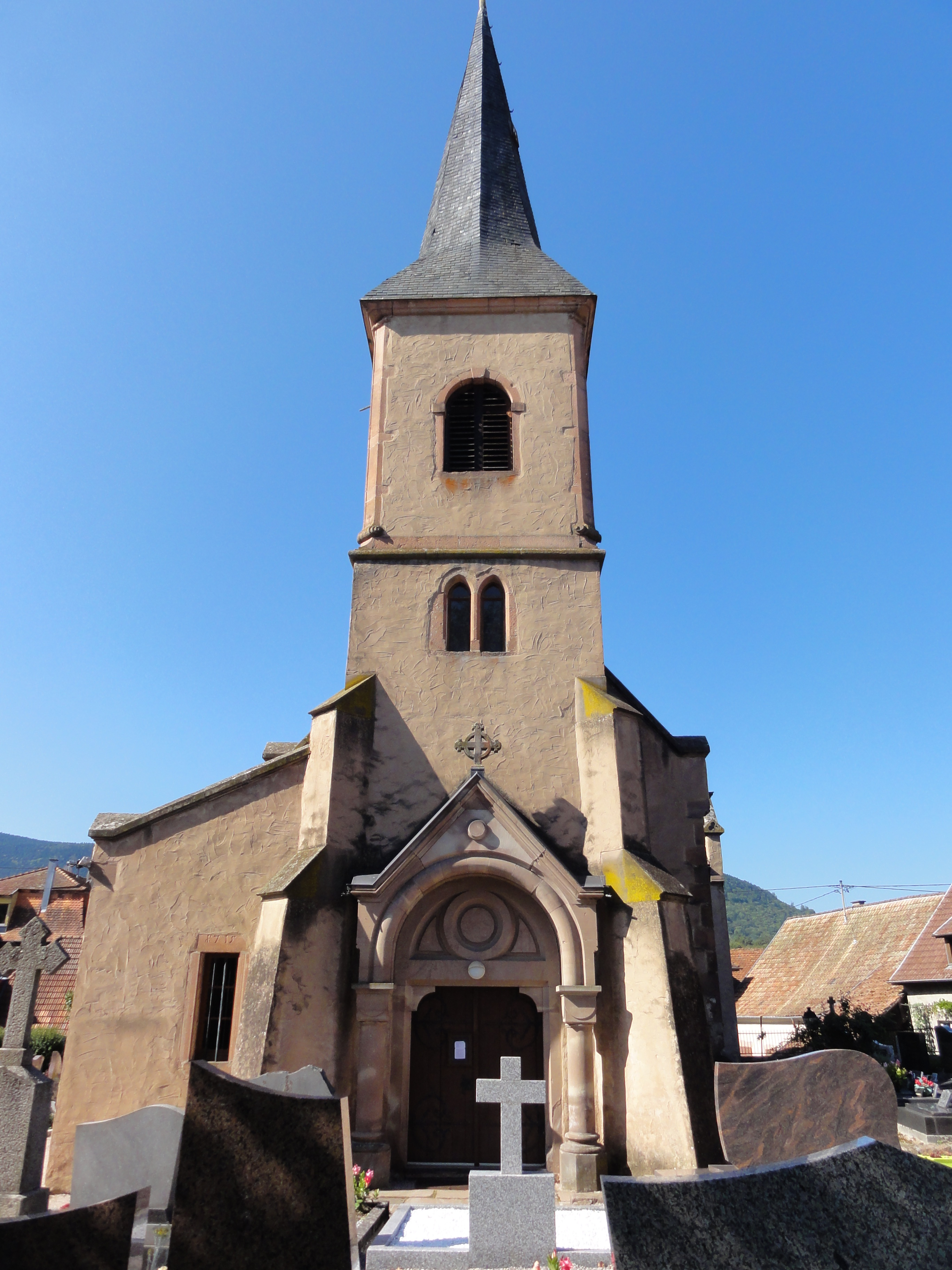
Колокольня
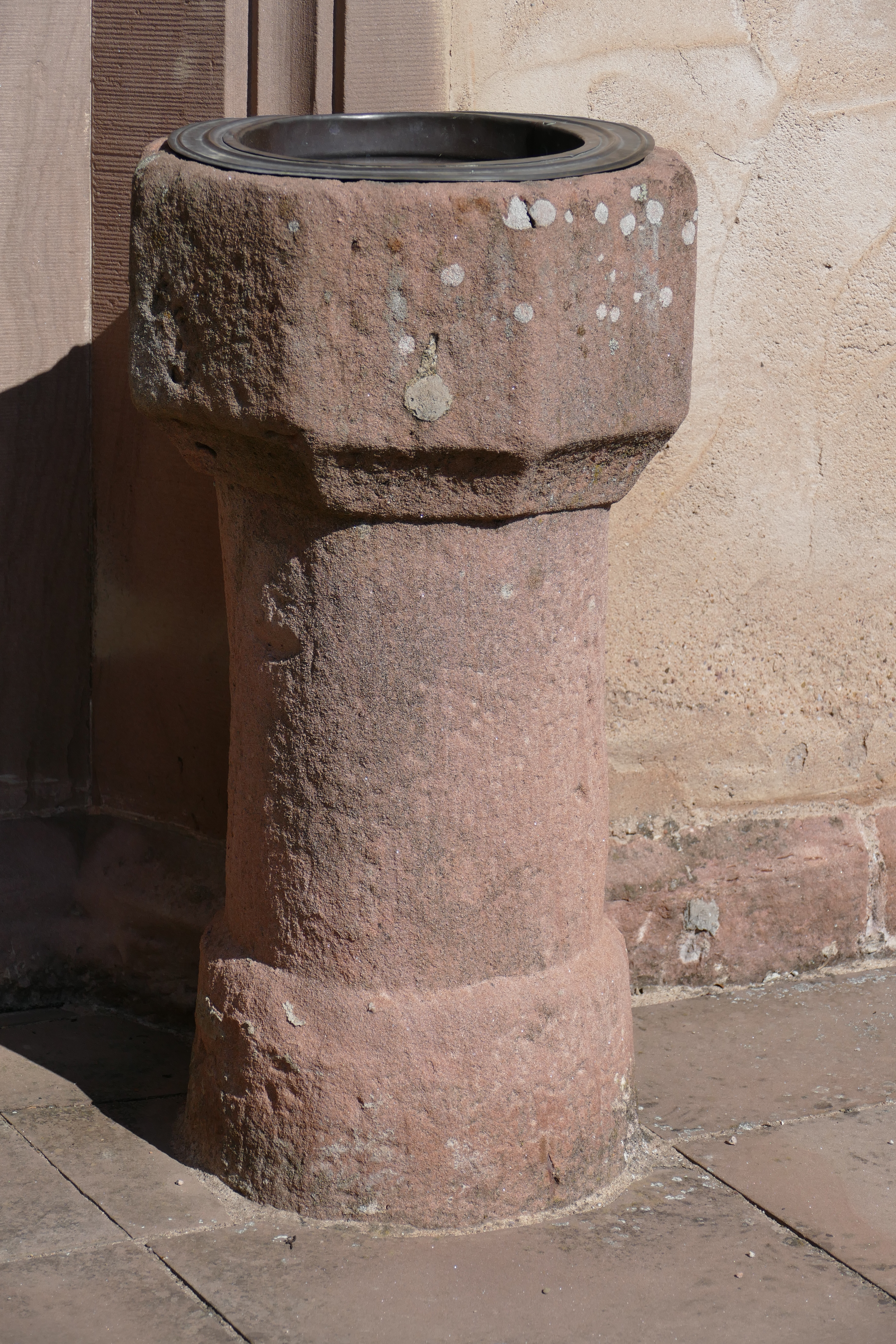
Средневековая кропильница
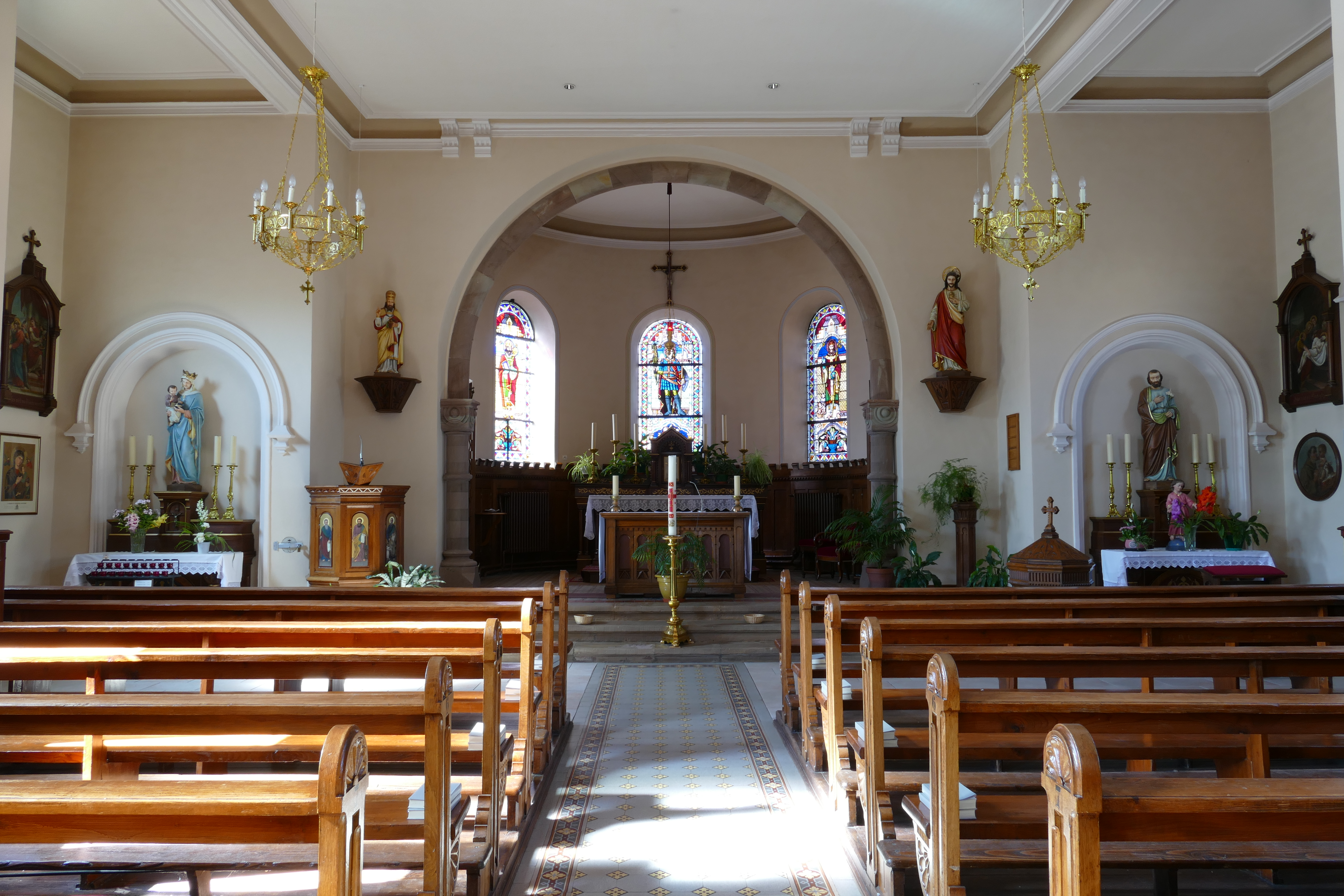
Интерьер, вид на алтарь
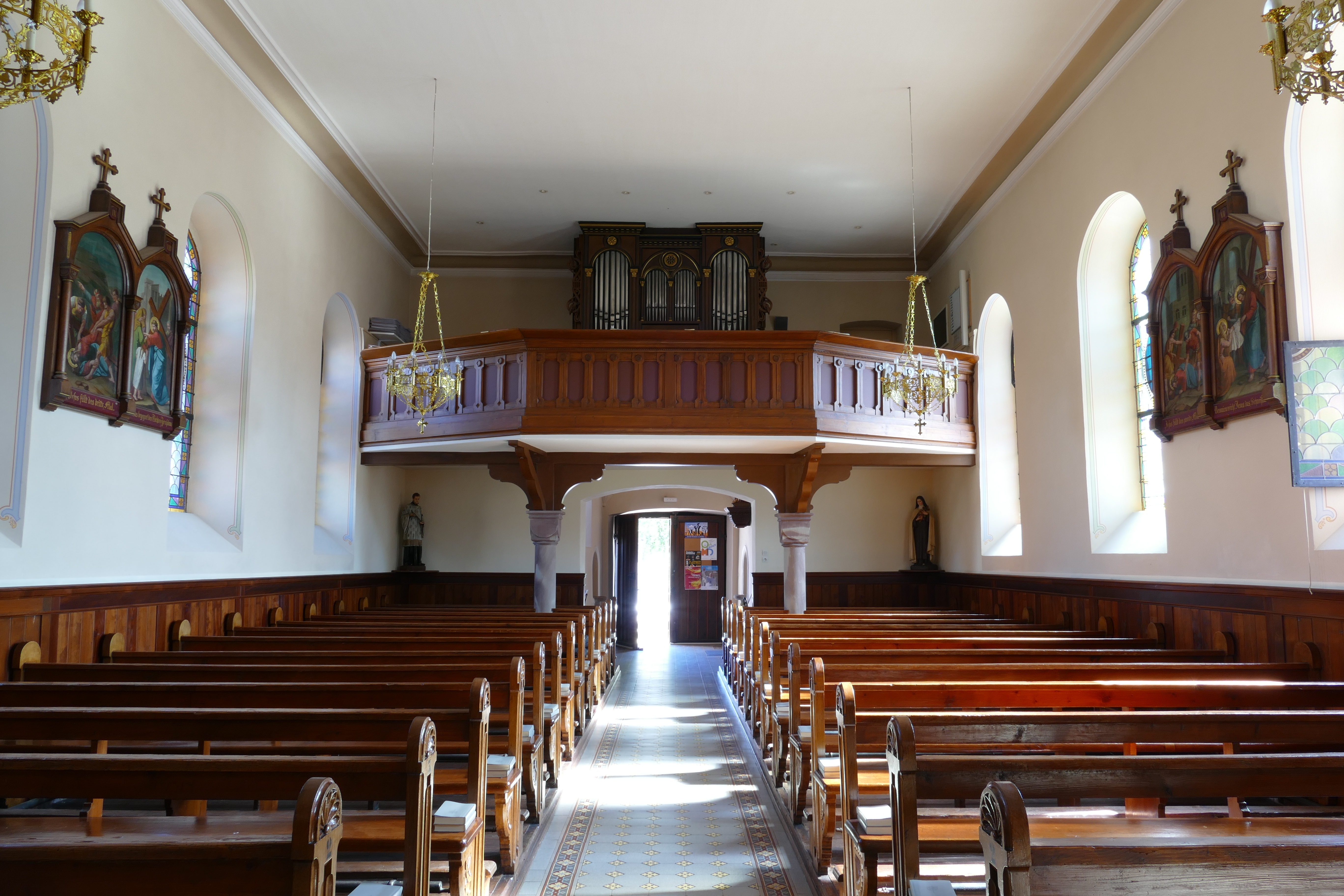
Интерьер, вид на орган
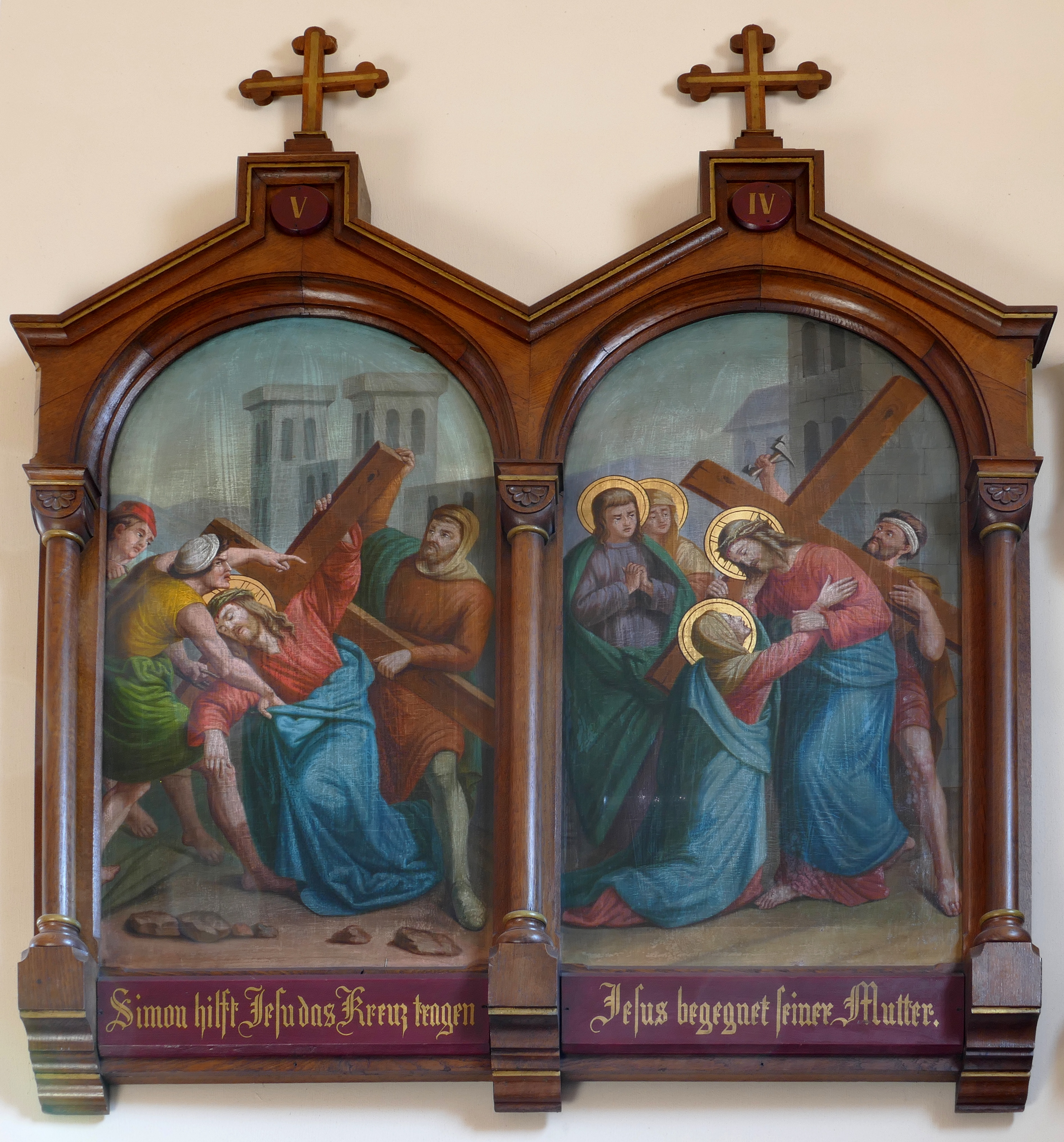
Икона «Путь на Голгофу»
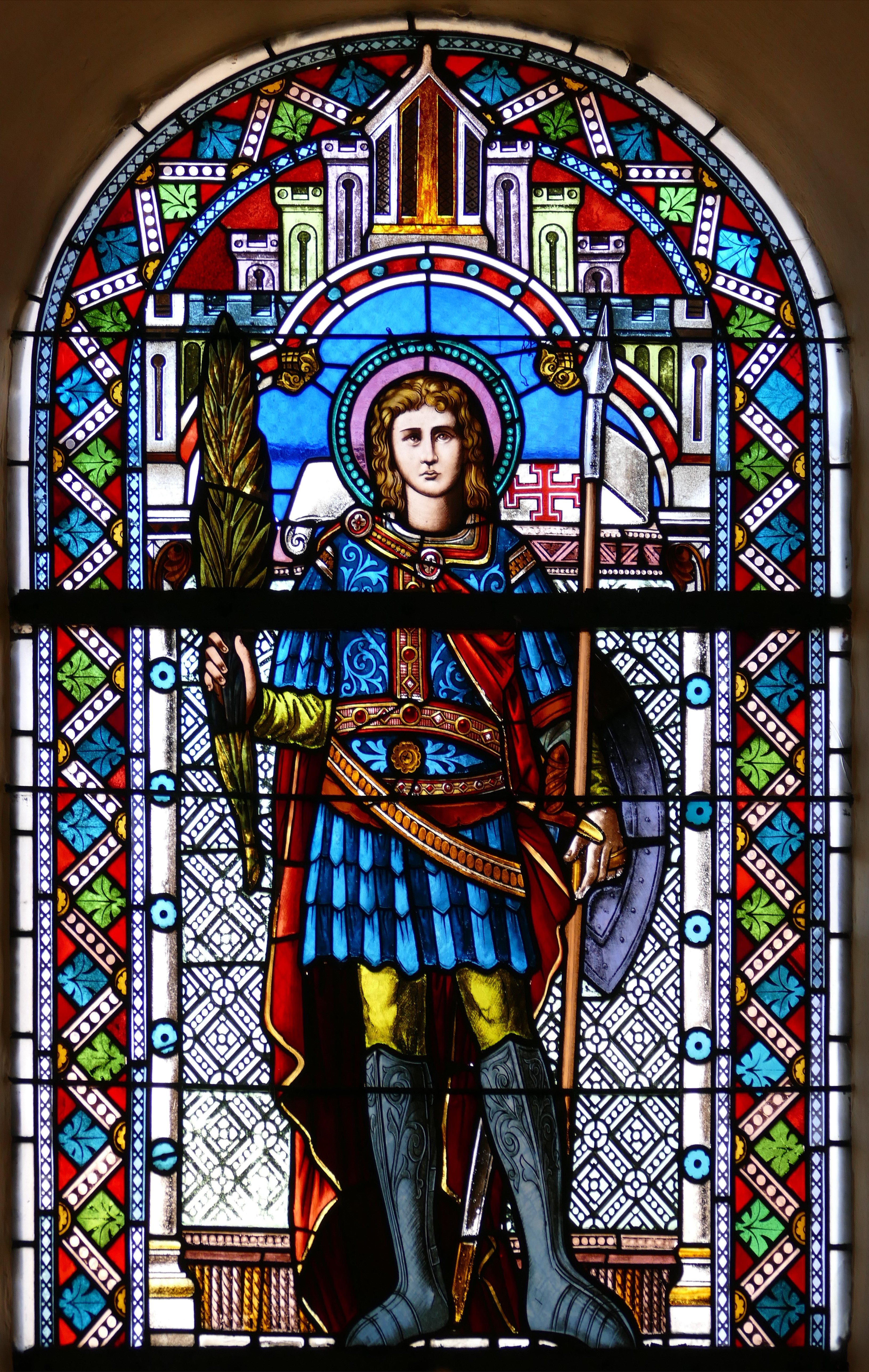
Витраж «St-Maurice»